# Anthonotha hallei
Anthonotha hallei är en ärtväxtart som först beskrevs av Aubrev., och fick sitt nu gällande namn av J.Leonard. Anthonotha hallei ingår i släktet Anthonotha och familjen ärtväxter. Inga underarter finns listade i Catalogue of Life.